# Borovitji

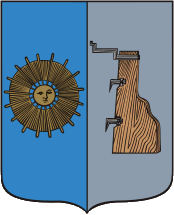
Historisk vapensköld för Borovitji.

Borovitji (ryska: Боровичи) är den näst största staden i Novgorod oblast, Ryssland. Folkmängden uppgick till 52 212 invånare i början av 2015.